# Firmin Roz
Pour les articles homonymes, voir Roz.
Jean Baptiste Firmin Abel Roz, né le 15 juin 1866 à Limoges et mort le 5 novembre 1957 à Paris, est un enseignant, essayiste, critique et historien français.

## Biographie
Fils d'un officier d'infanterie, licencié ès lettres, professeur, il devient ensuite homme de lettres et collabore à plusieurs revues, dont la Revue des deux mondes, à partir de 1900, et la Revue politique et littéraire. Son œuvre concernant les États-Unis et la littérature anglaise lui vaut d'être élu à l'Académie des sciences morales et politiques en 1936.
Durant la Seconde Guerre mondiale, il se rallie au projet politique de la Révolution nationale.

## Récompenses
L’Académie française lui décerne le prix Montyon en 1905 et 1911, le prix d'éloquence en 1906 et le prix Vitet en 1923.
Il est nommé chevalier de la Légion d'honneur en 1919 et promu officier en 1932, décoré les deux fois par son ami Georges Lecomte de l'Académie française. Encore officier de l'Instruction publique, il reçoit aussi la Francisque sous le régime de Vichy.

## Publications
(sélection)
- Sainte-Beuve à Lausanne, Lausanne, Payot, 1904
- Sous la couronne d'Angleterre, Paris, Plon-Nourrit, 1905
- Alfred de Vigny, prix d'éloquence de l’Académie française 1906
- L'énergie américaine (évolution des États-Unis), Paris, E. Flammarion, Bibliothèque de philosophie scientifique, 1910
- Le roman anglais contemporain ..., Paris, Hachette, 1912
- Les sympathies américaines pendant la période de neutralité, Paris, Bibliothèque franco-américaine de guerre, 1918
- L'Amérique nouvelle les États-Unis et la guerre, les États-Unis et la paix, Paris, E. Flammarion, Bibliothèque de philosophie scientifique, 1923
- Histoire des États-Unis., Paris, A. Fayard et cie, 1930
- L'évolution des idées et des mœurs américaines, Paris, E. Flammarion, Bibliothèque de philosophie scientifique, 1931
- Washington, Paris, Dunod, 1933
- L'histoire du Canada, 1534-1934, Paris, P. Hartmann, 1935
- Les États-Unis d'Amérique l'organisme économique, politique et social; avec un avant-propos sur la crise Américaine, Paris, F. Alcan, 1935
- Roosevelt, Paris, Dunod, 1948

## Sources
- Henri Temerson, Biographies des principales personnalités françaises décédées au cours de l'année, Paris, Hachette, 1957
- "La revue des deux mondes", 15/11/1957, "Firmin Roz"